# Pleitersheim

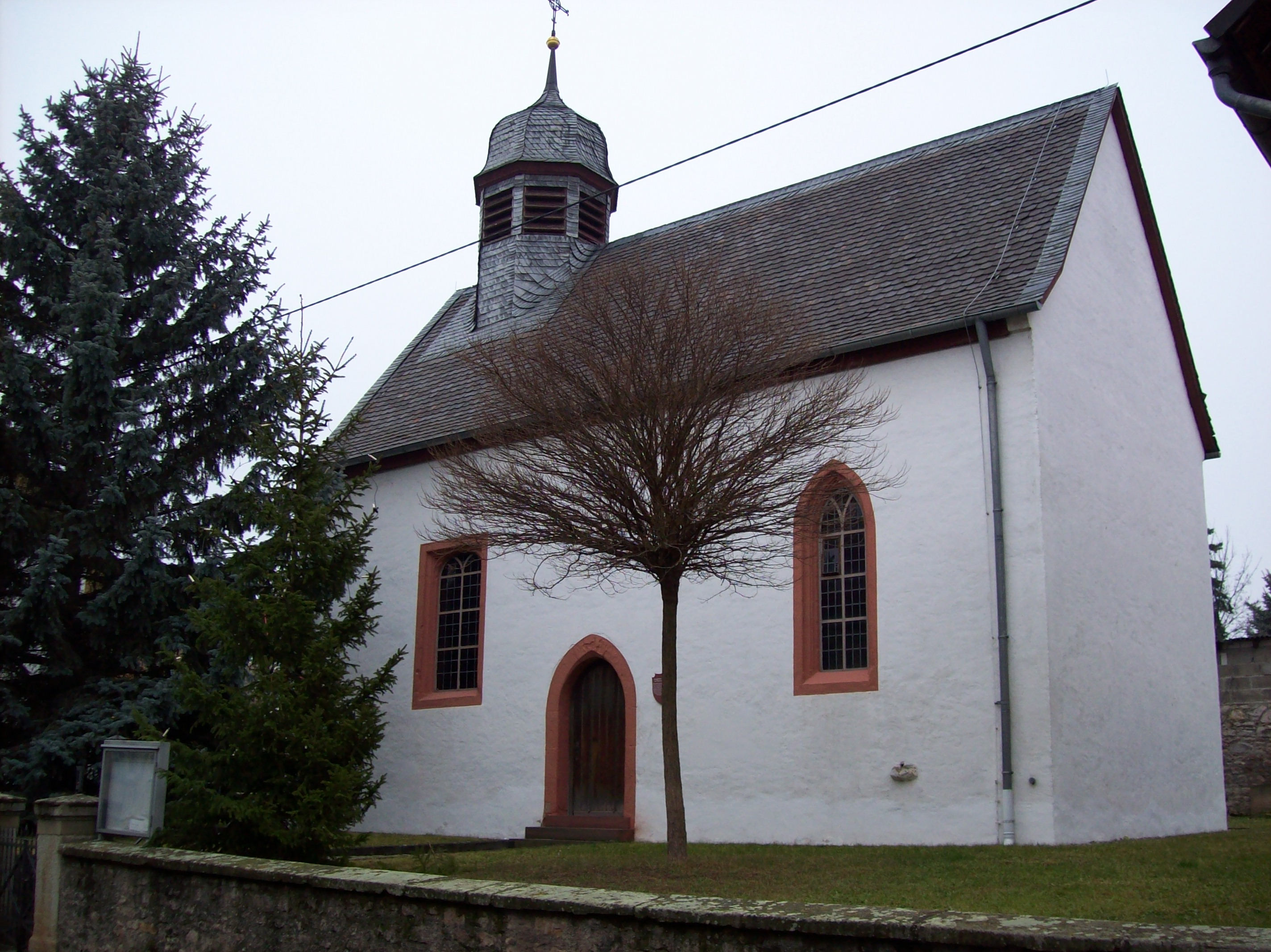
Evangelische Kirche von 1495

Pleitersheim ist eine Ortsgemeinde im Landkreis Bad Kreuznach in Rheinland-Pfalz. Sie gehört der Verbandsgemeinde Bad Kreuznach an.

## Geographie
Pleitersheim liegt etwa sieben Kilometer östlich des Zentrums der Stadt Bad Kreuznach auf einem geringfügig nach Südosten bis zum Karlebach, einem linken Zufluss des Appelbachs, abfallenden Gelände. Naturräumlich lässt sich das fast gänzlich unbewaldete Gemeindegebiet dem landwirtschaftlich intensiv genutzten Wöllsteiner Hügelland zuordnen.
Pleitersheim grenzt (im Uhrzeigersinn) an die Ortsgemeinden Pfaffen-Schwabenheim, Badenheim (Landkreis Mainz-Bingen), Wöllstein (Landkreis Alzey-Worms), Volxheim und die Stadt Bad Kreuznach.

## Geschichte
Der Ort wurde im 8. Jahrhundert erstmals urkundlich erwähnt. Während der Zeit der Stammesherzogtümer gehörte Pleitersheim zum Herzogtum Franken.
Bevölkerungsentwicklung
Die Entwicklung der Einwohnerzahl von Pleitersheim, die Werte von 1871 bis 1987 beruhen auf Volkszählungen:
| Jahr | Einwohner |
| 1815 | 213       |
| 1835 | 286       |
| 1871 | 212       |
| 1905 | 199       |
| 1939 | 142       |
| 1950 | 215       |

| Jahr | Einwohner |
| 1961 | 214       |
| 1970 | 203       |
| 1987 | 196       |
| 2005 | 347       |
| 2022 | 344       |

## Politik

### Gemeinderat
Der Gemeinderat in Pleitersheim besteht aus acht Ratsmitgliedern, die bei der Kommunalwahl am 9. Juni 2024 in einer Mehrheitswahl gewählt wurden, und dem ehrenamtlichen Ortsbürgermeister als Vorsitzendem. Bis zur Wahl 2019 fand jeweils eine personalisierten Verhältniswahl statt, da mehrere Wahlvorschlagslisten eingereicht wurden.
Die Sitzverteilung im Gemeinderat:
| Wahl | SPD               | CDU               | WGR               | BLP               | WGE               | Gesamt  |
| ---- | ----------------- | ----------------- | ----------------- | ----------------- | ----------------- | ------- |
| 2024 | per Mehrheitswahl | per Mehrheitswahl | per Mehrheitswahl | per Mehrheitswahl | per Mehrheitswahl | 8 Sitze |
| 2019 | –                 | 1                 | –                 | 2                 | 5                 | 8 Sitze |
| 2014 | 3                 | 5                 | –                 | –                 | –                 | 8 Sitze |
| 2009 | 4                 | 2                 | 2                 | –                 | –                 | 8 Sitze |
| 2004 | 5                 | 2                 | 1                 | –                 | –                 | 8 Sitze |

- WGR = Wählergruppe Röder
- BLP = Bürgerliste Pleitersheim
- WGE = Wählergruppe Ehrhardt

### Bürgermeister
Ortsbürgermeister ist Bodo Ehrhardt. Bei der Stichwahl am 16. Juni 2019 hatte er sich mit einem Stimmenanteil von 51,81 % gegen den bisherigen Amtsinhaber Rudi Graffe (SPD) durchgesetzt. Bei der Direktwahl am 9. Juni 2024 wurde er als einziger Bewerber mit einem Stimmenanteil von 80,3 % für weitere fünf Jahre in seinem Amt bestätigt.

### Wappen
| Wappen von Pleitersheim | Blasonierung: „Durch eine eingebogene rote Spitze, darin ein silbernes sechsspeichiges Rad, geteilt, vorne von Blau und Gold in vier Spalten geschacht, hinten in Blau mit vier silbernen Tatzenkreuzchen bestreut ein silberner, rot bezungter Löwe.“                   |
| Wappen von Pleitersheim | Wappenbegründung: Das Wappen wurde ohne Vorbild 1954 neugeschaffen und vom rheinland-pfälzischen Innenministerium genehmigt. Es symbolisiert die ehemaligen Ortsherren die Grafen von Sponheim, die Grafen von Nassau-Saarbrücken und Kurmainz (siehe auch Mainzer Rad). |

## Wirtschaft und Infrastruktur

### Weinbau
Pleitersheim gehört zum „Weinbaubereich Bingen“ im Anbaugebiet Rheinhessen. Im Ort sind vier Weinbaubetriebe tätig, die bestockte Rebfläche beträgt 63 Hektar. Etwa 72 % des angebauten Weins sind Weißweinrebsorten (Stand 2007).

### Verkehr
- Pleitersheim liegt unweit der B 50 und der A 61.
- Im nahegelegenen Sprendlingen ist ein Bahnhof der Rheinhessenbahn.